# Cetatea Greavilor din Gârbova

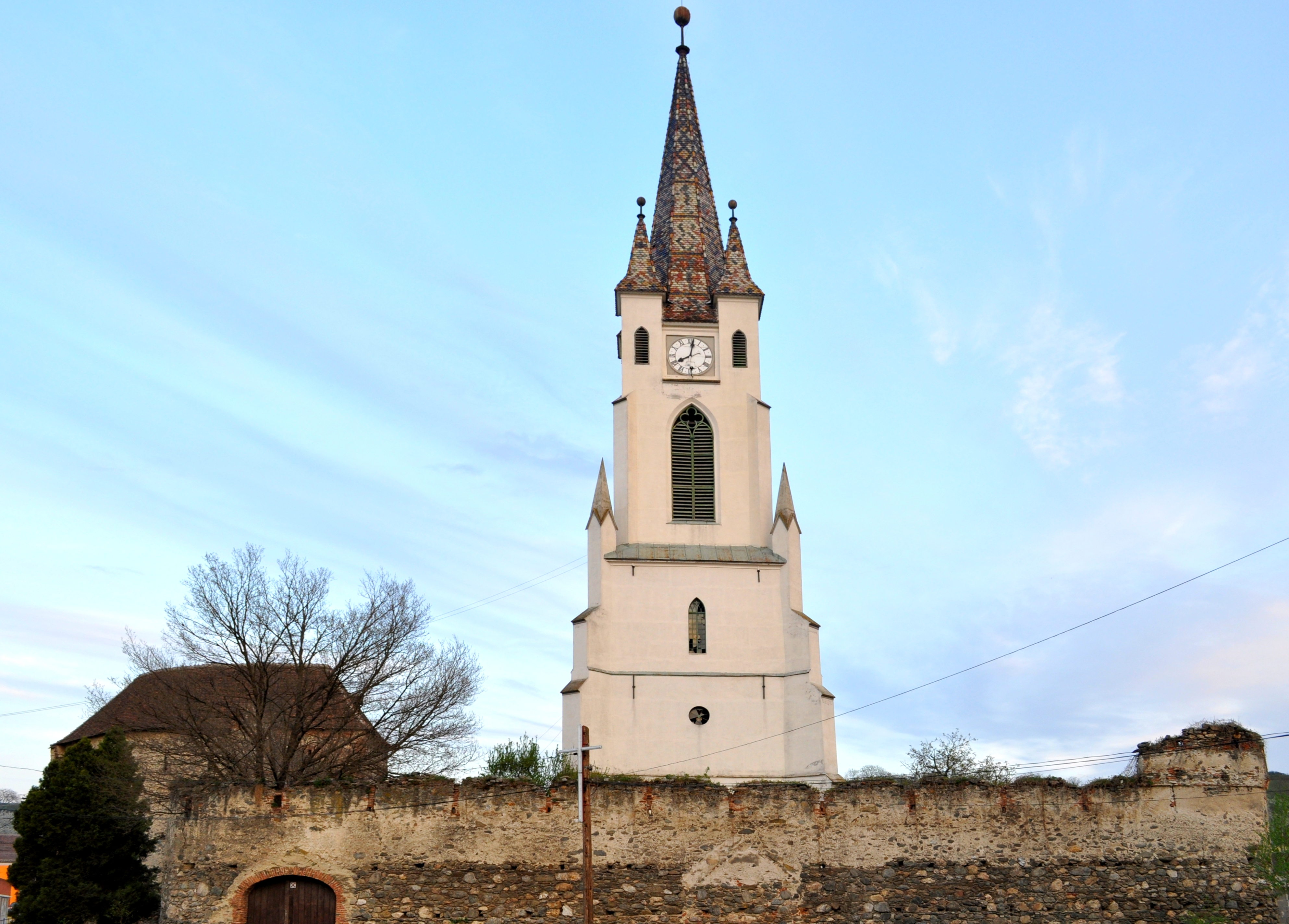
Turnul-clopotniță (fostul donjon) și incinta fortificată, de formă aproape pătrată, cu o grosime de 1,20m

Cetatea Greavilor din Gârbova a fost construită în centrul localității de către greavul sas Herbord de Wrbow, în a doua parte a secolului al XIII-lea. Este monument istoric cod LMI AB-II-a-A-00222.

## Istoric și trăsături
Denumirea Gârbova provine din limba slavonă, iar comuna este numită în maghiară Szászorbó, și în germană Urwegen. Localitatea este situată în partea sud-estică a județului Alba, la poalele Munților Cindrel, 25 de km distanță de orașul Sebeș. Așezarea de la Gârbova a fost constituită de sașii chemați aici de regele Géza I al Ungariei (1141-1161) pentru a apăra granițele voievodatului. Cetatea a fost construită în centrul localității de către greavul sas Herbord de Wrbow, în a doua parte a secolului al XIII-lea. Reședința nobiliară era fortificată cu un zid care delimita o incintă circulară și dispunea de un donjon romanic.
În secolul al XV-lea cetatea este vândută, devenind proprietatea comunității. Donjonul romanic a fost transformat în turn-clopotniță, i s-a adăugat o nouă incintă fortificată și a fost construit un turn de poartă cu două etaje, numit și „turnul slăninilor”. 
În timpul înaintării spre Alba Iulia a oștilor lui Mihai Viteazul, în anul 1599, după victoria de la Șelimbăr, ca urmare a faptului că populația Gârbovei s-a opus rechizițiilor impuse de starea de război, a fost trimis un detașament de soldați, prilej cu care fortificația a suferit mari pierderi. Abia în 1625 locuitorii au refăcut-o și au restaurat biserica din centrul satului.
Între anii 1657-1661 așezarea este devastată de oastea turcească. Pentru ultima dată, cetatea Gârbovei a fost asediată și cucerită în timpul revoltei curuților din anul 1703.

## Imagini

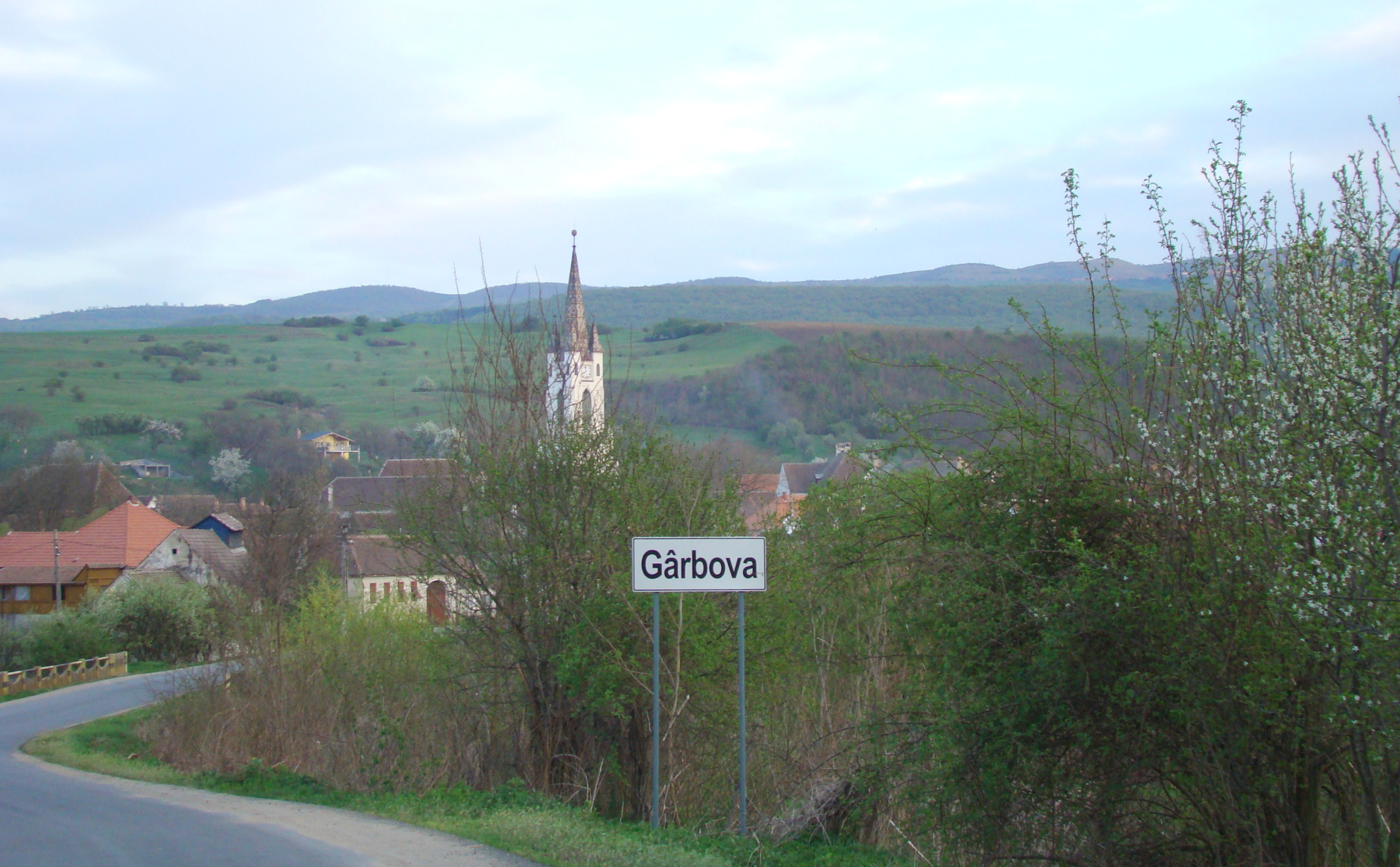
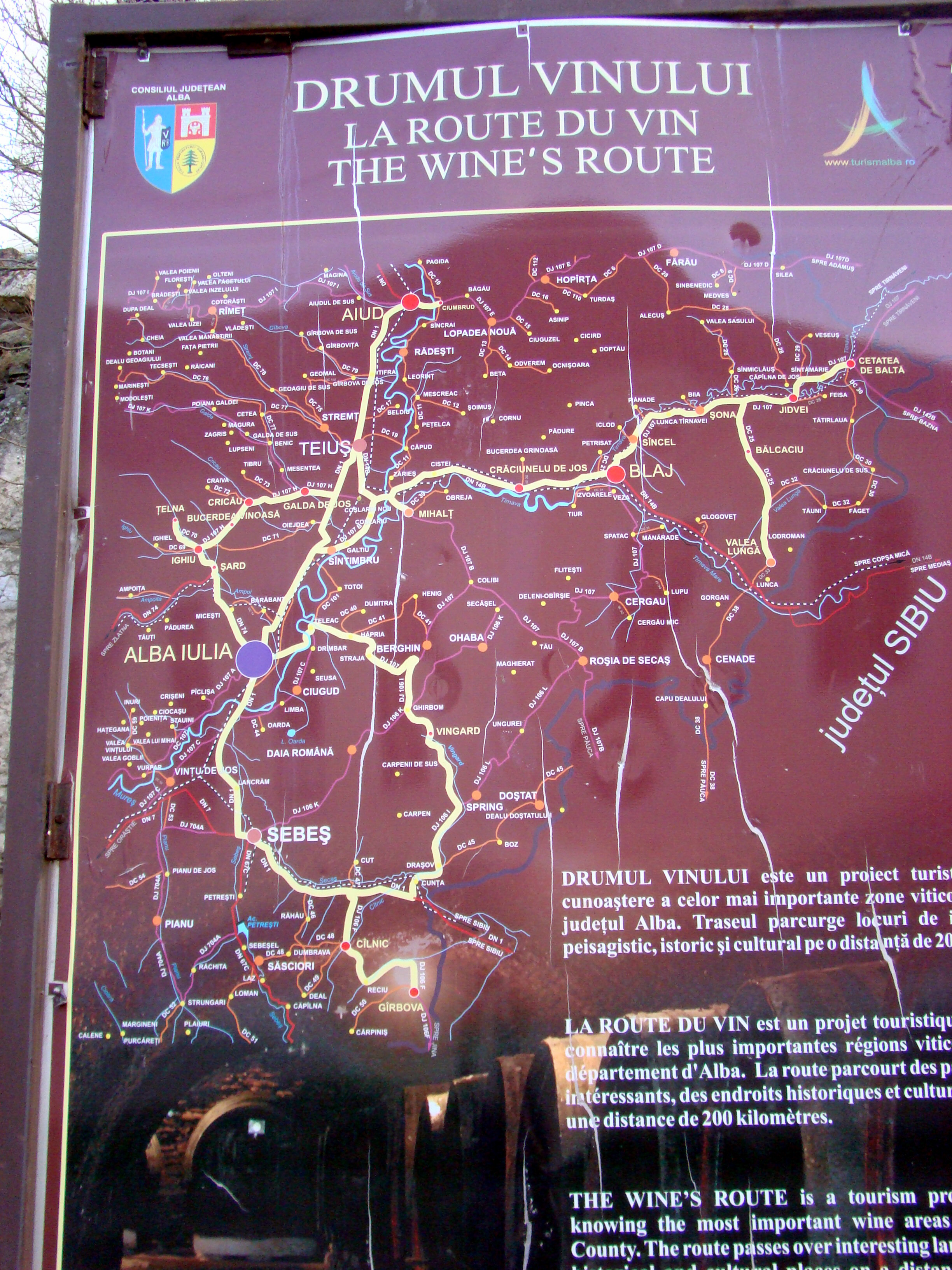
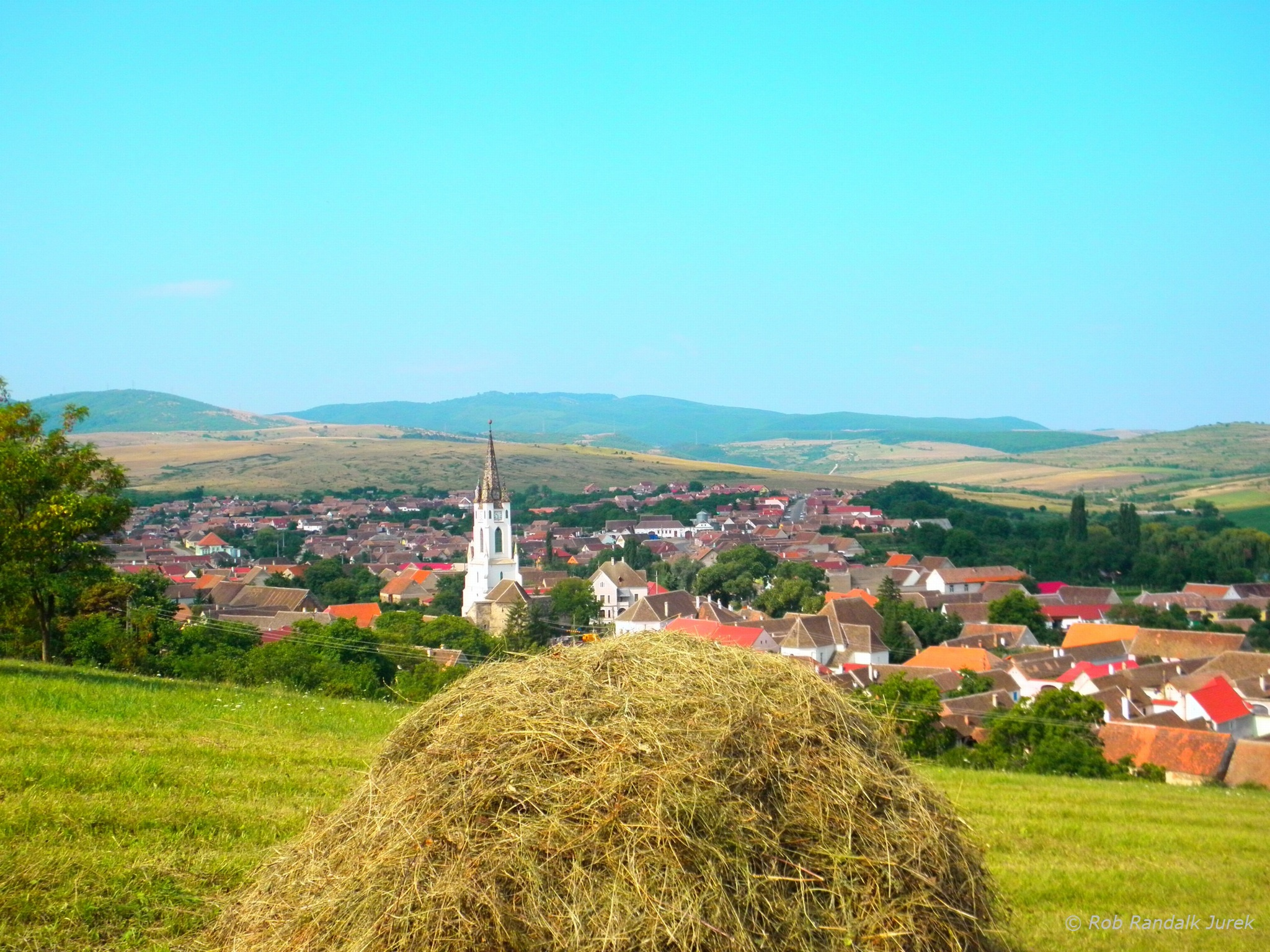
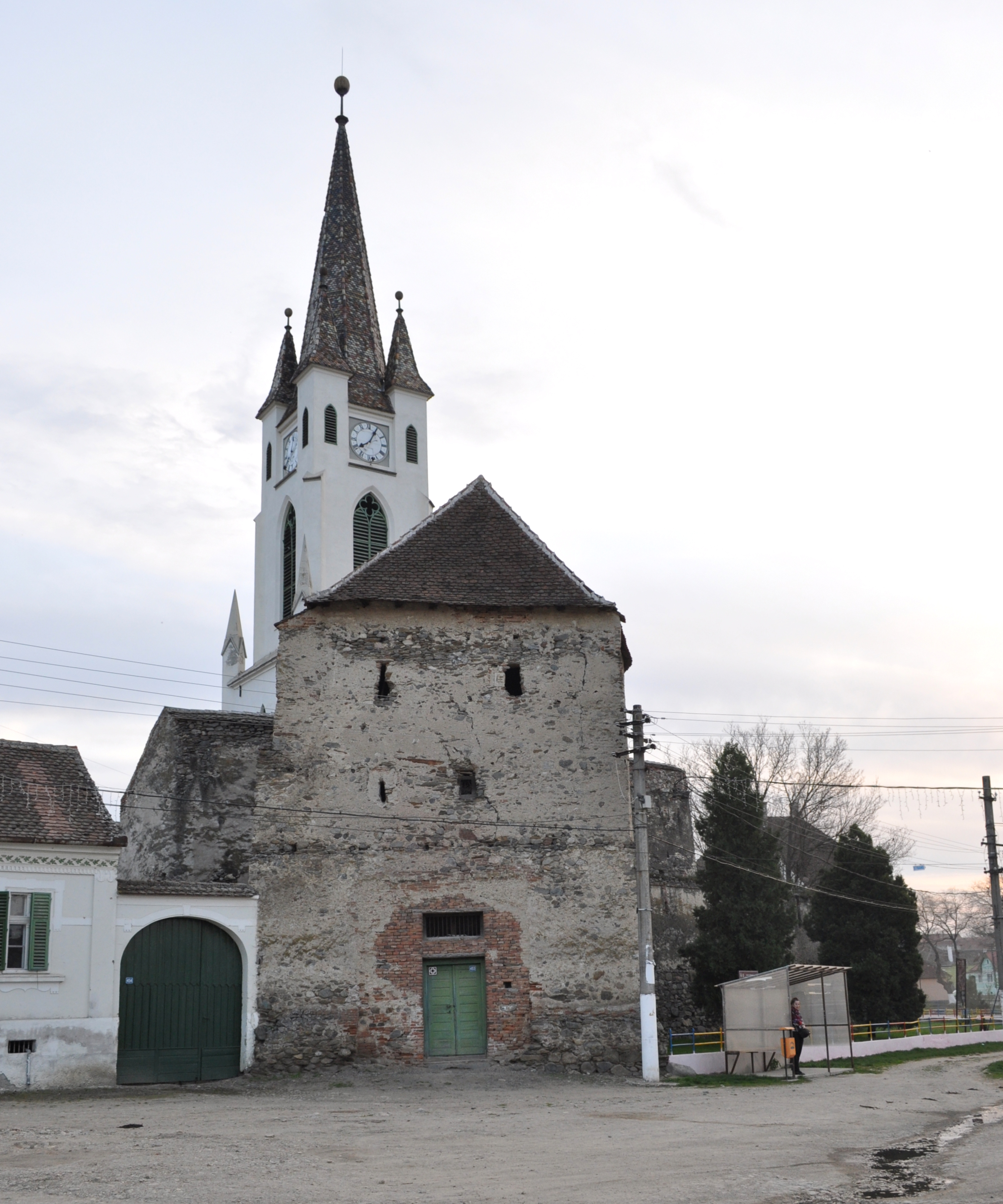
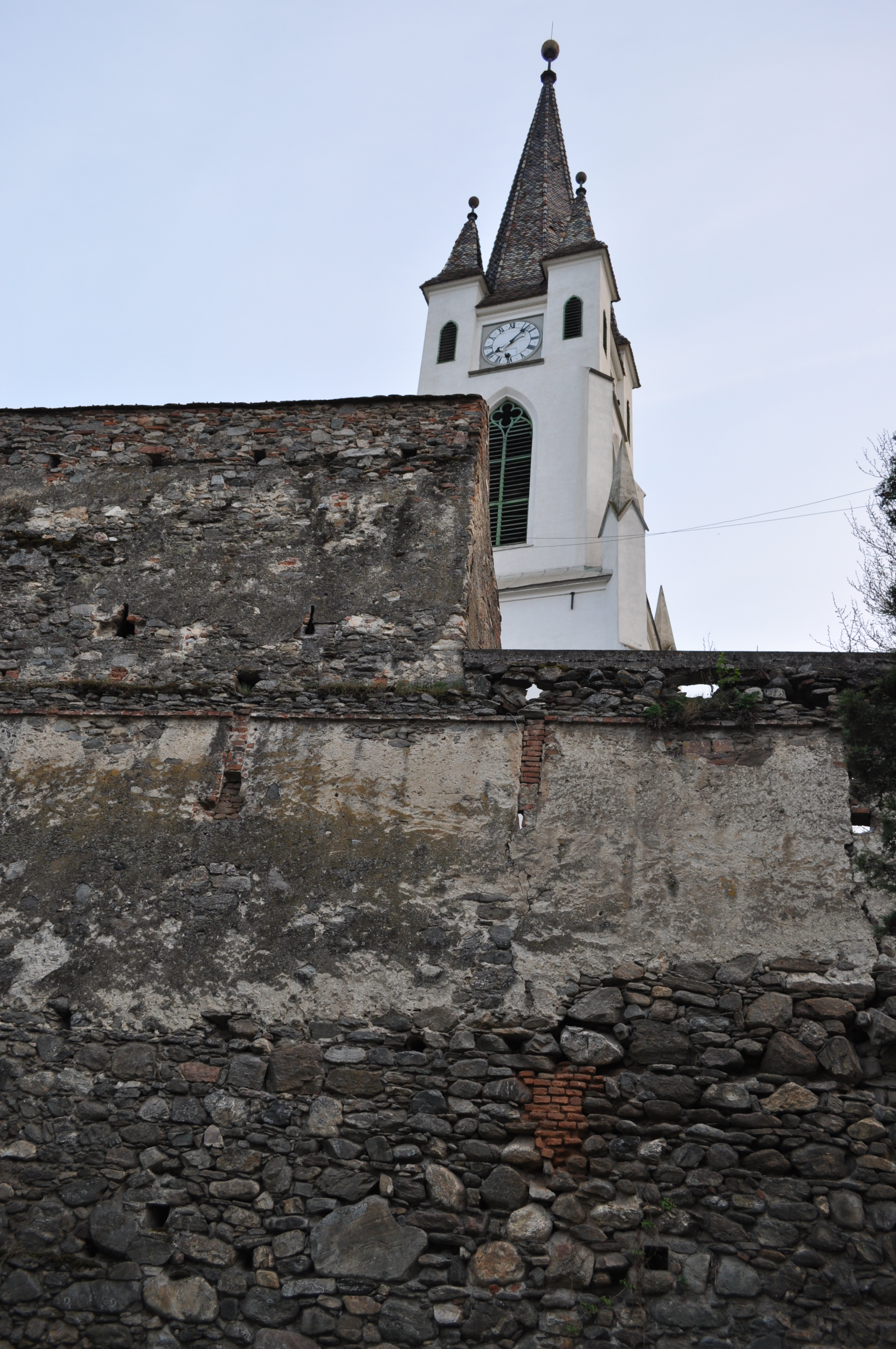
Turnul-clopotniță și zidul de incintă
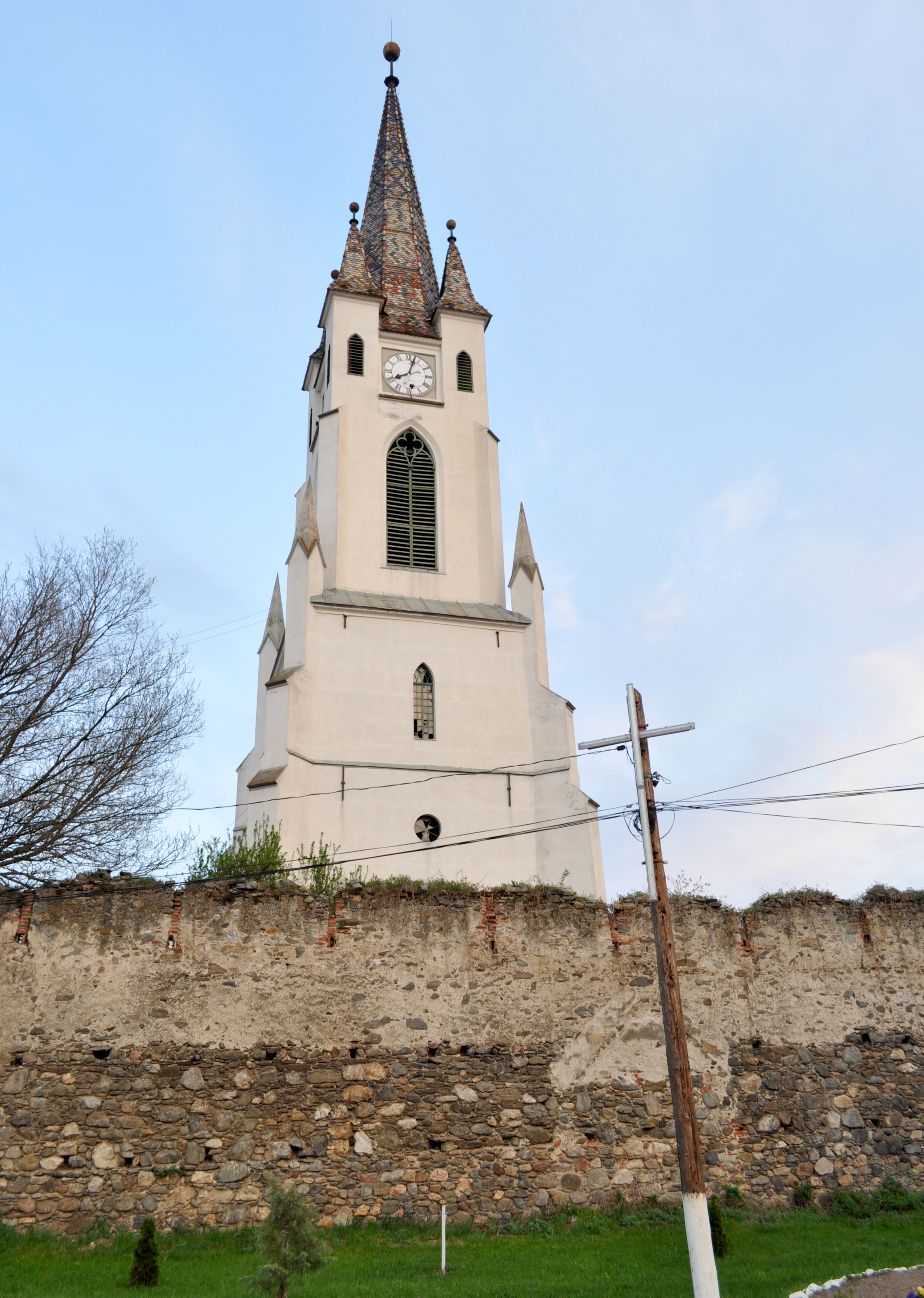
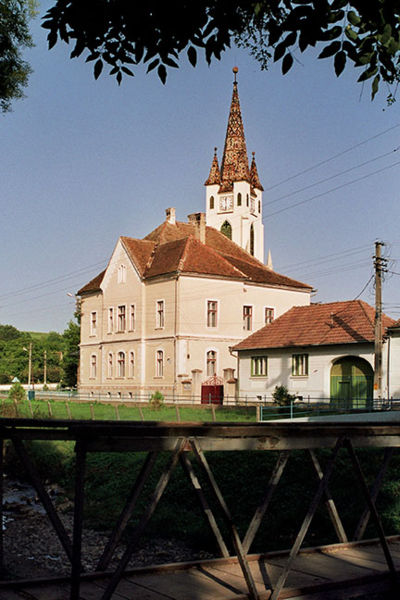
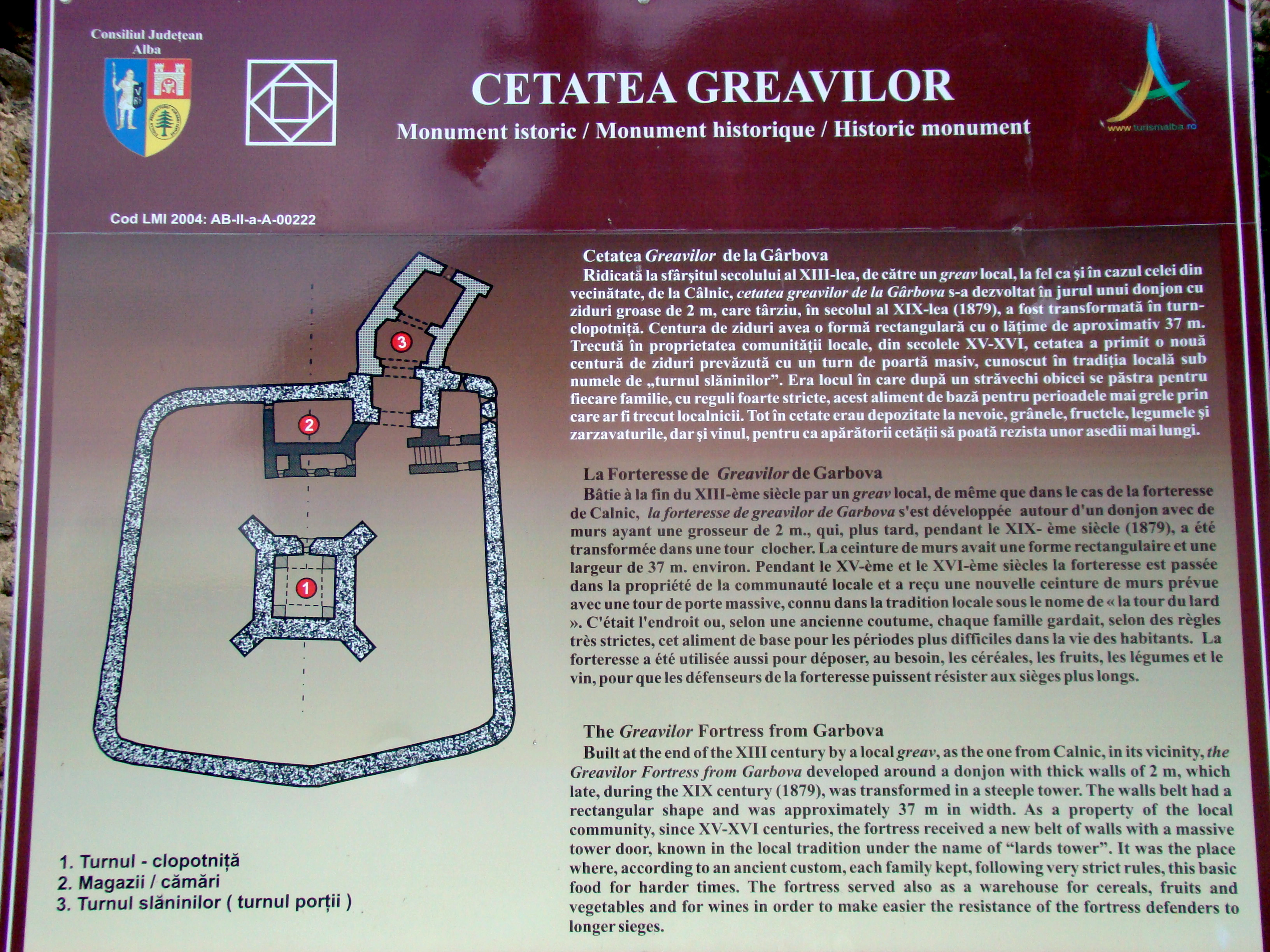
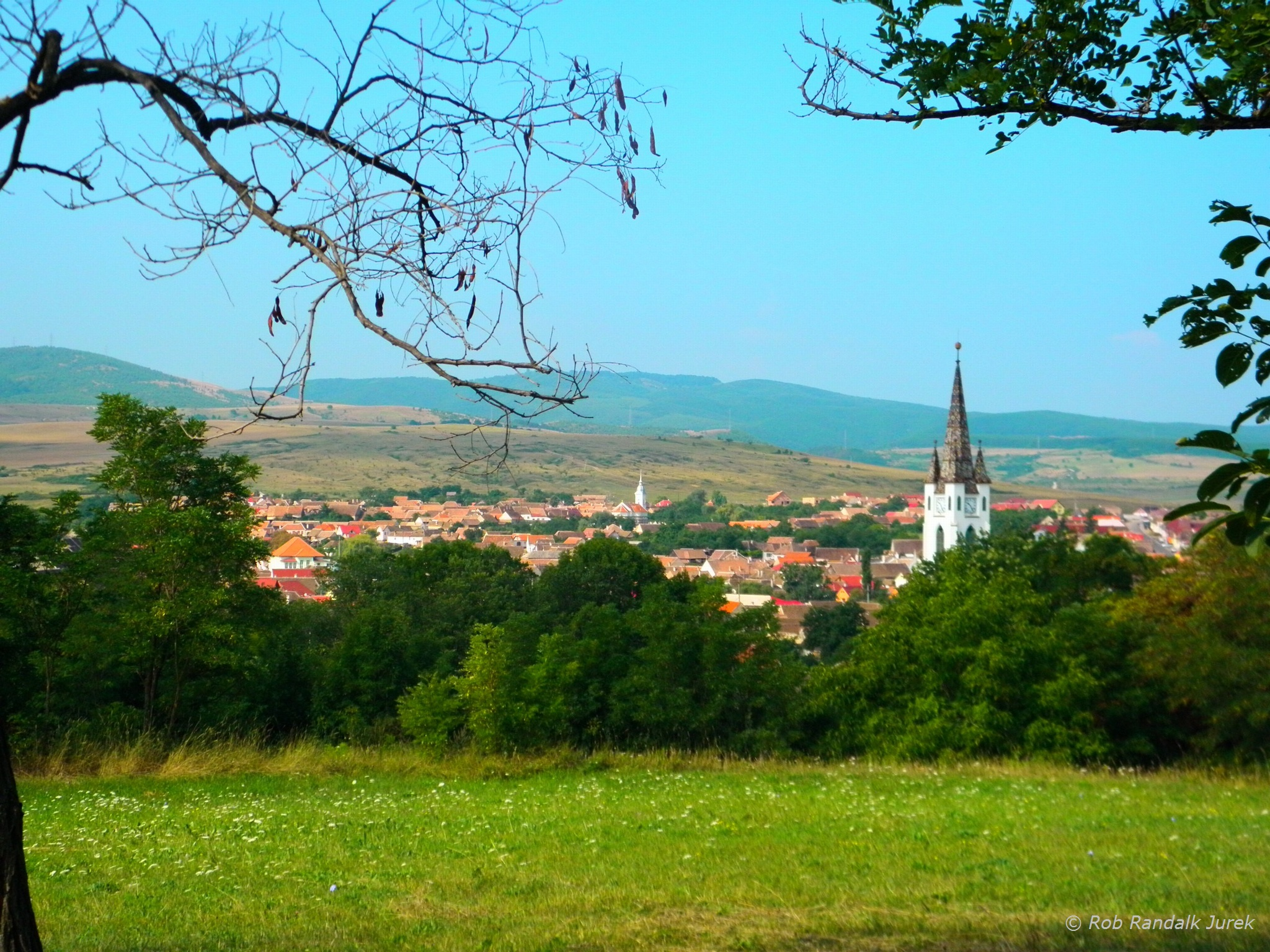